# Regole di Fajans
Le regole di Fajans sono regole formulate da Kazimierz Fajans nel 1923  per predire se un legame sarà ionico o covalente. Sono basate sulla carica del catione e sulla grandezza relativa di catione e anione.
Le regole prevedono che:
- per un catione il carattere covalente del legame aumenta all'aumentare della dimensione dell'anione;
- per un anione il carattere covalente del legame aumenta al diminuire della dimensione del catione;
- il carattere covalente di un legame aumenta all'aumentare della carica degli ioni;
- il carattere covalente di un legame aumenta per i cationi che non hanno la configurazione dei gas nobili.